# Fjodor Iwanowitsch Engel
Fjodor Iwanowitsch Engel, geboren Theodor Engel, (russisch Фёдор Иванович Энгель; * 20. Dezemberjul. / 31. Dezember 1769greg. in St. Petersburg; † 9. Märzjul. / 21. März 1837greg. ebenda) war ein russischer Stabsoffizier, Staatssekretär und Senator.

## Leben
Engel kam im Dezember 1776 in das Semjonowski-Leibgarderegiment, aus dem er im Januar 1787 als Porutschik entlassen wurde. Bereits im Dezember 1787 wurde er wieder einberufen und kam in den Stab des Generals en chef Fürst Nikolai Wassiljewitsch Repnin. Im Dezember 1788 nahm Engel an der Erstürmung der im Russisch-Österreichischen Türkenkrieg (1787–1792) belagerten Festung Otschakow teil. Ab 1789 diente er in Moldau und wurde 1791 als Sekund-Major in das Taurische Generalsregiment versetzt. 1794 nahm er an der Niederschlagung des Kościuszko-Aufstands teil. 1795 wurde er Premier-Major.
1796 wechselte Engel als Oberstleutnant aus dem Militärdienst in den Zivildienst und wurde Sekretär des Militärgouverneurs des Gouvernements Riga Fürst Repnin. 1797 kam er als Hofrat (7. Rangklasse) in das Ordenskapitel der Regierungskanzlei in St. Petersburg. 1798 wurde er in die 1796 gegründete Aushilfsbank für den Adel als Direktor versetzt und 1799 in das Kollegium für ausländische Angelegenheiten. Im Januar 1801 wurde er zum Wirklichen Staatsrat (4. Rangklasse) ernannt, und im Februar 1801 folgte die Ernennung zum Kabinettssekretär Pauls I.
Nach der Thronbesteigung Alexanders I. wurde Engel im April 1801 Expeditor für die 1. Abteilung für Ausland und Handel. 1810 wurde er zum Geheimen Rat (3. Rangstufe) und zum Staatssekretär für die Abteilung für Staatswirtschaft der Staatskanzlei ernannt.
1819 wurde Engel Stadtgouverneur von Feodossija. Im Mai 1820 wurde er zurückberufen. Er wurde Mitglied des Regierenden Senats und vertrat das 4. Departement. 1821 wurde ihm die Vertretung des 1. Departements übertragen. Er war Mitglied verschiedener Komitees und Kommissionen. 1826 gehörte er dem Komitee für die Abschaffung des Wuchers an. Im selben Jahr wurde er in den Obersten Strafgerichtshof für den Dekabristenprozess berufen und war Mitglied der Kommission für die Festlegung der Strafmaßnahmen für die verurteilten Dekabristen. Im Juli 1828 wurde Engel Vorsitzender des Medizin-Rats des Innenministeriums (bis März 1831). Im Dezember 1828 vertrat er das Departement für Gesetze im Staatsrat. 1830 wurde er Wirklicher Geheimer Rat (2. Rangklasse). Den Innenminister Graf Arseni Andrejewitsch Sakrewski vertrat Engel dreimal während dessen Abwesenheiten. Seit Dezember 1829 war Engel Ehrenmitglied der St. Petersburger Akademie der Wissenschaften.
Im September 1831 wurde Engel Vorsitzender der Provisorischen Regierung des Königreichs Polen, aber bereits im Dezember 1831 wurde er wegen des Zusammenbruchs seiner Gesundheit wieder aus diesem Amt entlassen. Nach der Einrichtung des Sonderdepartements für Angelegenheiten des Königreichs Polen im Staatsrat  wurde im Februar 1832 Engel diesem Departement zugeordnet, um den Vorsitzenden Generalfeldmarschall Iwan Fjodorowitsch Paskewitsch während dessen Abwesenheit in St. Petersburg vertreten zu können.
Engel war unverheiratet und hatte eine Tochter Nadeschda Serebrowa, die den Baron Fjodor Iwanowitsch Rosen heiratete. Der Weltumsegler Friedrich Benjamin von Lütke war ein Neffe Engels und die Erzieherin Anna Fjodorowna Oom eine Nichte Engels.
Engel wurde auf dem Wolkowo-Friedhof im lutherischen Abschnitt begraben.

## Ehrungen
- Orden des Heiligen Wladimir IV. Klasse (1792), II. Klasse (1826),[5] I. Klasse (1832)[6]
- Russischer Orden der Heiligen Anna II. Klasse (1799), I. Klasse (1809)[7]
- Alexander-Newski-Orden (1829)[6]
- Kaiserlich-Königlicher Orden vom Weißen Adler (1831)[6]